# Tofiri Kibuuka
Tofiri Kibuuka es un atleta noruego, nacido en Uganda. Compitió por su país natal antes de obtener la ciudadanía noruega. Ha participado tanto en los Juegos Paralímpicos de Invierno, en Esquí de fondo (para Uganda) como en los Juegos Paralímpicos de Verano, en las carreras de media y larga distancia (para Noruega). Activo desde 1976 hasta 2000, ganó cinco medallas de plata paralímpicas y una de bronce.

## Biografía
Tiene la distinción de ser el primer africano en haber competido en los Juegos Paralímpicos de invierno y el único de una nación tropical hasta 2014. Es también uno de los dos africanos en competir en los Juegos de Invierno, el otro es el sudafricano Bruce Warner.
Estudió en el Outward Bound School en Kenia.
En 1968 fue uno de los primeros ciegos en escalar el Monte Kilimanjaro, ganando la atención de los medios. Debido a esto, fue invitado a Noruega por una "organización que promueve los deportes para los discapacitados". Llegó a Noruega en 1972, un año después de la llegada al poder de Idi Amin en Uganda. Debido a la situación en su país de origen, se quedó en Noruega de forma permanente, sin embargo, compitió por Uganda en la década de 1970.

## Juegos de Invierno
Debutó como paralímpico representando a Uganda en los Juegos de 1976 en Örnsköldsvik. Era el único representante de su país, y, como Uganda fue el único país africano en la competición, se convirtió en el primer africano en participar en los Juegos Paralímpicos de Invierno, ocho años antes de Lamine Guèye.
Compitió nuevamente en los Juegos de Invierno de 1980, siendo una vez más el único competidor africano.
Fue su última participación en los Juegos de Invierno. Habiendo obtenido la ciudadanía noruega, comenzó a competir por esa nación en los paralímpicos de verano.

## Paralímpicos de Verano
A pesar de haberse mudado a Noruega debido a su potencial como paralímpico de invierno, y a pesar de su sólido desempeño para Uganda en los juegos, fue como un corredor paralímpico que destacó. Durante los Juegos Paralímpicos de Verano 1984 en Stoke Mandeville y Nueva York, representando a Noruega, entró en tres eventos: 800 m, 1500 m y 5000 m.
En los Juegos de 1988, ingresó solo a los eventos de 3,500 y 5,000 metros, ganando la medalla de bronce en el primero (en 4: 15.94) y plata en el segundo (en 16:22.14). En 1992, fue el abanderado de Noruega durante la ceremonia de apertura de los Juegos.